# Tariq Chihab
Tariq Chihab (arabisch طارق شهاب, nach deutscher Umschrift Schihab; * 22. November 1975 in Kénitraarabisch القنيطرة, Marokko) ist ein marokkanischer ehemaliger Fußballspieler und heutiger Sportdirektor des MAS Fes.

## Karriere
Chihab begann seine Karriere 1993 bei Chabab Mohammédia. Dort spielte er bis 2000. In dem Jahr wechselte er nach Europa in die Schweiz zum FC Zürich, wo er sich als Stammspieler durchsetzen konnte. Im Jahr 2004 wechselte er dann zum Erzrivalen Grasshopper Club Zürich. Dort verbrachte er zwei Jahre seiner Karriere, bis er 2006 für ein Jahr zum FC Sion wechselte. Im Jahr 2007 wechselte er zu Neuchâtel Xamax, wo er sich ebenfalls einen Stammplatz erkämpfte. Im Jahr 2009 kehrte er wieder zum FC Sion zurück.

## Nationalmannschaft
Chihab ist 18-facher marokkanischer Nationalspieler. Sein erstes Länderspiel absolvierte er 2002, beendete aber seine Nationalmannschaftskarriere im Jahr 2005.